# Клаудіо Вінаццані
Клаудіо Вінаццані (італ. Claudio Vinazzani, нар. 18 квітня 1954, Каррара) — італійський футболіст, що грав на позиції півзахисника, зокрема за «Наполі» та «Лаціо». По завершенні ігрової кар'єри — тренер.

## Ігрова кар'єра
У дорослому футболі дебютував 1971 року виступами за команду «Массезе», в якій провів один сезон, взявши участь в одному матчі чемпіонату. 
Згодом з 1972 по 1974 рік грав за «Каррарезе» і «Ольбію», після чого повернувся до «Массезе», де провів ще два сезени у Серії C.
1976 року приєднався до «Наполі», у складі якого дебютував в елітній Серії A, в іграх якої протягом наступних семи років виходив у формі неаполітанського клубу 188 разів.
Влітку 1983 року перейшов до столичного «Лаціо», за який відіграв ще два сезони у найвищому дивізіоні, після чого біло-блакитні понизилися у класі до другого дивізіону. Провівши один сезон за римську команду у Серії B, 1986 року опинився в епіцентрі чергового для італійського футболу скандалу, пов'язаного з тоталізатором і договірними матчами. Отримавши покарання у вигляді дискваліфікації на п'ять років, 32-річний гравець вирішив завершити кар'єру.

## Кар'єра тренера
Розпочав тренерську кар'єру, повернувшись до футболу після тривалої перерви, 1999 року, очоливши тренерський штаб клубу «Ентелла».
Згодом протягом 2002–2003 років тренував команду «Каррарезе».